# These Glamour Girls
Pour plus de détails, voir Fiche technique et Distribution.
These Glamour Girls est un film américain réalisé par S. Sylvan Simon, sorti en 1939. C'est le premier des trois films dans lequel il dirige l'actrice Lana Turner.

## Synopsis
Un étudiant en état d'ivresse invite une danseuse au grand bal de son université, mais oublie ensuite qu'il lui avait demandé. Lorsqu'elle arrive, il essaie de se débarrasser d'elle, mais elle ne veut pas partir. Au lieu de cela, elle reste et se présente à lui et aux rendez-vous de ses camarades de classe.

## Fiche technique
- Réalisation : S. Sylvan Simon
- Scénario : Marion Parsonett d'après l'histoire de Jane Hall These Glamour Girls parue dans le magazine Cosmopolitan.
- Producteur : Sam Zimbalist
- Photographie : Alfred Gilks
- Montage : Harold F. Kress
- Musique : David Snell, Edward Ward
- Production : Metro-Goldwyn-Mayer
- Genre : Comédie[2]
- Distributeur : Loew's Inc.
- Durée : 79 minutes
- Date de sortie :
  - États-Unis : 18 août 1939

## Distribution
- Lew Ayres : Philip S. 'Phil' Griswold III
- Lana Turner : Jane Thomas
- Tom Brown : Homer Ten Eyck
- Richard Carlson : Joe
- Jane Bryan : Carol Christy
- Anita Louise : Daphne 'Daph' Graves
- Marsha Hunt : Betty Ainsbridge

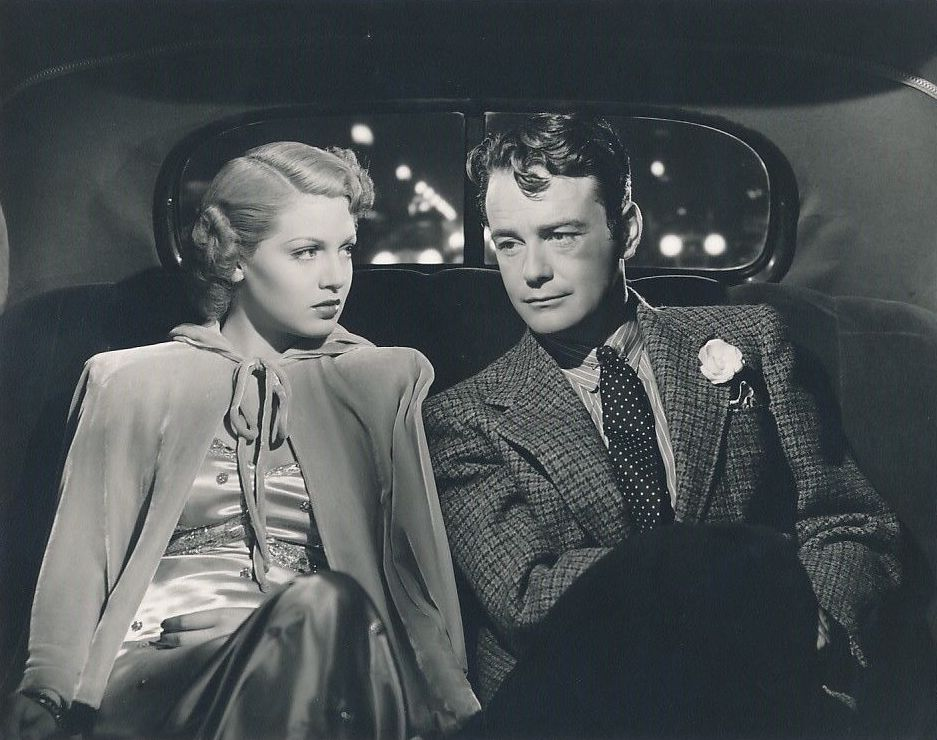
Lana Turner et Lew Ayres dans une scène du film.

- Ann Rutherford : Mary Rose Wilston
- Mary Beth Hughes : Ann Van Reichton
- Owen Davis Jr. : Greg Smith
- Ernest Truex : Alumnus of Harvard
- Sumner Getchell : Blimpy
- Peter Lind Hayes : Skel Lorimer
- Don Castle : Jack
- Tom Collins : Tommy Torgler

## Production
Le tournage a eu lieu entre le 5 juin et le 6 juillet 1939, avec des scènes tournées à nouveau fin juillet 1939.

## Critiques
Le New York Times a considéré que c'était non seulement le meilleur film de comédie étudiante de l'année, mais aussi la meilleure comédie sociale de l'année.